# Catedral de Sant Joan ('s-Hertogenbosch)
La Catedral de Sant Joan —Sint-Janskathedraal (neerlandès)— és una església predominantment gòtica a 's-Hertogenbosch, a la província del Brabant del Nord, als Països Baixos. Té un interior ricament decorat, i serveix de catedral catòlica del bisbat de 's-Hertogenbosch. La catedral de Sant Joan és també anomenada Kanjermonument i rep suport financer del govern neerlandès. El 1985, va rebre el títol honorari de Basílica menor pel papa Joan Pau II.
La catedral té una llargada total de 115 metres i una amplada de 62 metres i ateny 73 metres d'alçada. És l'església catòlica més grossa dels Països Baixos.

## Història
Al principi, la catedral va ser construïda com a església parroquial i va ser dedicada a sant Joan Evangelista. El 1366 esdevingué un església col·legiata, i el 1559 es convertí en la catedral de la diòcesi nova de s-Hertogenbosch.
Ja hi havia una església romànica al lloc actual de Sant Joan que es va començar a construir a partir del 1220 i es va acabar el 1340. A partir de 1340, es va començar a eixamplar l'edifici en l'estil gòtic actual. El creuer i el cor es van acabar el 1450. El 1505, l'església romànica va ser demolida i només se'n va conservar la torre. La construcció gòtica es va acabar devers l'any 1525.
L'any 1584, es va produir un incendi a la part alta de fusta de la torre d'encreuament, més majestuosa que l'actual. Aviat tota la torre va ser incendiada, i es va ensorrar sobre la pròpia catedral, i emportar una grossa part del sostre fins al punt on hi havia l'orgue. El 1830, un altre incendi va danyar la torre occidental, que va ser reparada el 1842.
Al campanar de rellotge hi ha un carilló. L'aparell de rellotgeria es damunt de la torre romànica.

## Restauracions
Es va restaura la catedral una primera vegada de 1859 a 1946. Un segona intent de restauració es va executar entre 1961 i 1985. Del 1998 al 2010, un tercer projecte de restauració va costar més de 48 milions d'euros.

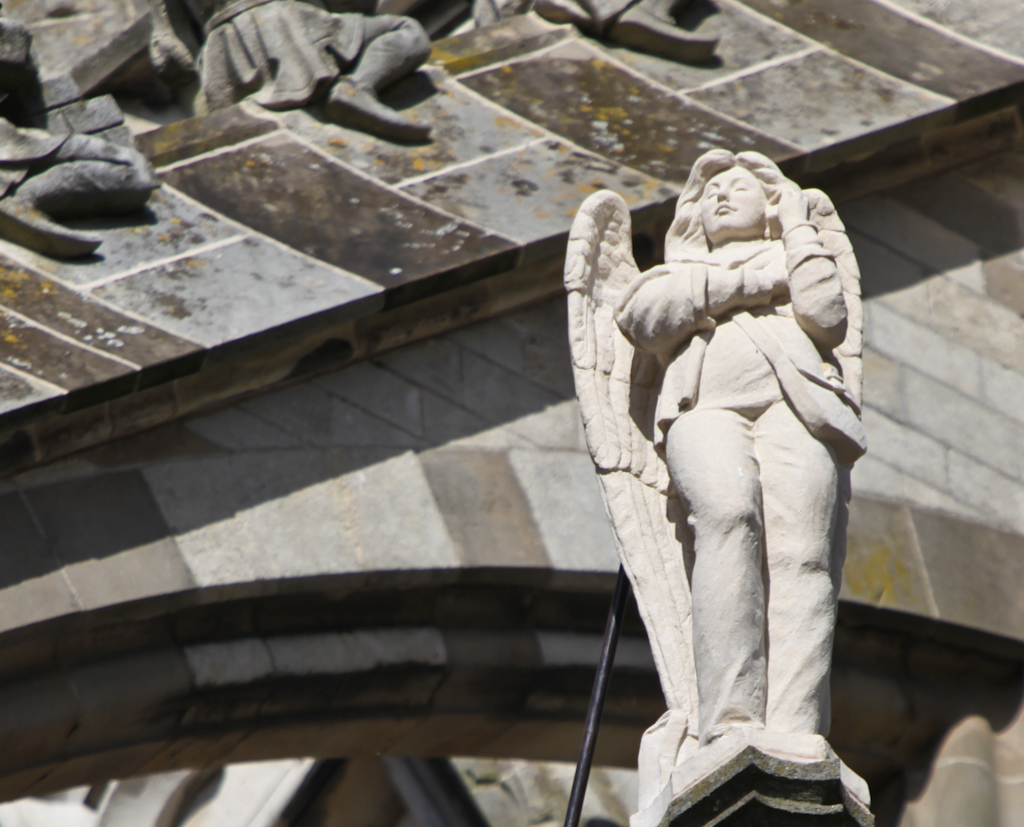
Angel amb telèfon mòbil

Durant la restauració l'escultor Ton Mooy va esculpir una sèrie de gargoles, àngels, hi comprés un àngel amb telèfon mòbil i pantalons texans. «El telèfon té un sol botó, diu l'artista, truca directament a Déu». L'àngel amb el mòbil va ser aprovat pel consistori de la catedral, que van rebutjar els dissenys anteriors amb uns motors de reacció a la part posterior de l'àngel.

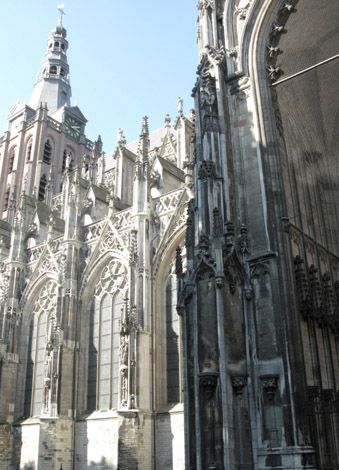
Sant Joan a 's-Hertogenbosch

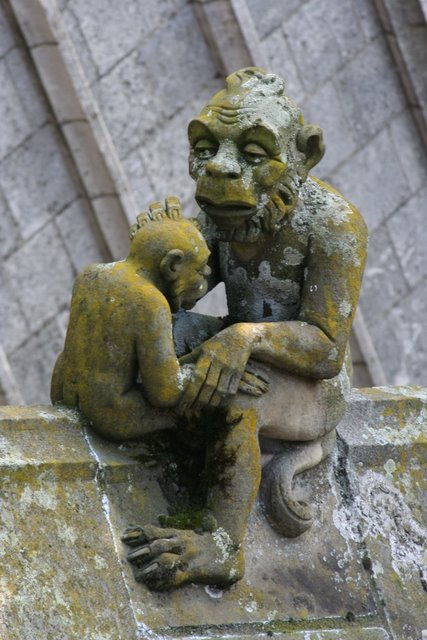
Estatueta sobre d'un vol contrafort de la catedral

## L'orgue
L'orgue principal és un dels orgues més importants dels Països Baixos. La caixa de l'orgue és una del més monumentals del Renaixement brabançó.
Aquest orgue té una llarga història que comença al període 1618-1638 pels orgueners Floris Hocque II, Hans Goltfuss i Germer van Hagerbeer. La caixa de l'orgue va ser construïda per Frans Simons, un fuster que probablement venia de Leiden. Gregor Schysler del Tirol va tallar l'escultura de la caixa de l'òrgan qui, però, com Floris Hocque, era originari de Colònia.
L'orgue va ser renovat, ampliat i millorat en els darrers segles per diversos orgueners, d'acord amb la moda de cada època. La darrera renovació va tenir lloc el 1984 per la firma Flentrop. L'orgue va ser restaurat a l'estat de 1787, tal com com l'orguener alemany A.G.F. Heyneman el va deixar. Es van utilitzar molts tubs de l'època, i també de les canonades de períodes posteriors. La restaauració es va acabar el 2003.
| I Rugpositief C-f3 |    |
| Praestant          | 8′ |
| Bourdon            | 8′ |
| Quintadena         | 8′ |
| Fluyttravers       | 8′ |
| Octaaf             | 4′ |
| Fluyt dous         | 4′ |
| Super Octaaf       | 2′ |
| Flageolet          | 1′ |
| Mixtuur V          |    |
| Sexquialter II     |    |
| Trompet            | 8′ |
| Dulciaan           | 8′ |
| Tremulant          |    |

| II Hoofdwerk C-f3 |       |
| Praestant         | 16′   |
| Bourdon           | 16′   |
| Praestant         | 8′    |
| Holpyp            | 8′    |
| Octaaf            | 4′    |
| Teriaan           | 31/5′ |
| Quint             | 3′    |
| Super Octaaf      | 2′    |
| Mixtuur VII       |       |
| Trompet           | 16′   |
| Trompet           | 8′    |

| III Bovenwerk C-f3 |     |
| Quintadena         | 16′ |
| Praestant          | 8′  |
| Roerfluyt          | 8′  |
| Viola di Gamba     | 8′  |
| Octaaf             | 4′  |
| Obert fluyt        | 4′  |
| Quintfluyt         | 3′  |
| Obert fluyt        | 2′  |
| Super Octaaf       | 2′  |
| Sexquialter II     |     |
| Carillon III       |     |
| Cornet V           |     |
| Trompet            | 8′  |
| Vox Humana         | 8′  |
| Hautbois           | 8′  |
| Tremulant          |     |

| Pedaal C-f1 |     |
| Praestant   | 32′ |
| Praestant   | 16′ |
| Bourdon     | 16′ |
| Octaaf      | 8′  |
| Gedekt      | 8′  |
| Octaaf      | 4′  |
| Bazuyn      | 16′ |
| Trompet     | 8′  |
| Clairon     | 4′  |
| Cornet      | 2′  |